# AN/APG-66
El radar AN/APG-66 es un radar de impulsos Doppler de estado sólido y alcance medio, diseñado por la compañía estadounidense Westinghouse (ahora Northrop Grumman) para ser empleado en el avión de caza F-16 Fighting Falcon y en los C-550 Cessna Citation y Piper PA-42 Cheyenne II de la agencia U.S. Customs and Border Protection así como en sistemas de vigilancia por aerostato SASS (Small Aerostat Surveillance System). El sistema está compuesto por los siguientes módulos:
- Antena
- Transmisor
- Frecuencia de radio de baja potencia
- Procesador digital de señal
- Computadora de radar

## Especificaciones
- Frecuencia: 6,2 - 10,9 GHz.
- Cono de búsqueda: 120° × 120°.
- Cobertura angular acimut: ±10° / ± 30° / ± 60°.
- Peso: de 98 a 135 kg dependiendo de la configuración.
- Volumen: de 0,08 a 0,102 m³ dependiendo de la configuración.

## Variantes
- APG-66(T47): Versión instalada exclusivamente en el Cessna OT-47B.
- APG-66(V)2: Actualización del modelo original, incluye nuevas mejoras como un procesador de señales más potentes y más preciso, potencia de salida mayor, fiabilidad mejorada, y un rango de detección aumentado.
  - ARG-1: Una versión más potente que la original y más ligera del APG-66, diseñada especialmente para la Fuerza Aérea Argentina y el avión A-4AR Fightinghawk.
  - APG-66(V)2A - AN/APG-66(V)2 con un nuevo procesador combinado de señal y datos que proporciona siete veces la velocidad y 20 veces la memoria de las unidades reemplazables de la línea de la computadora de radar más antigua y del procesador de señal digital. En esta nueva variante, la resolución mostrada en el modo de mapeo del suelo se cuadruplica y se informa que es cercana a la ofrecida por las técnicas de Sar. Utilizado para la modernización de la flota F-16A / B de Bélgica, Dinamarca, Noruega y los Países Bajos a mediados de los años noventa.
- APG-66(V)3 - como APG-66 (V) 2 pero con capacidad de iluminación CW, posiblemente para exportación a Taiwán. También se emplea en aeronaves selectas de la Armada de los Estados Unidos P-3 Orion como parte de una Actualización antidrogas (CDU) para las operaciones de vigilancia e interdicción de antinarcóticos (CN) en apoyo de USCG[3]
- APG-66(V)X - versión del APG-66(V)2/3 con mejor rango de detección.
- APG-66H - instalado en el BAE Hawk 200, con antena más pequeña, con capacidades reducidas.
- APG-66J - configurado para el programa de actualización japonés del F-4EJ.
- APG-66NT - instalado en el T-39N de la Armada de los Estados Unidos para instrucción de estudiantes de oficiales de vuelo naval.
- APG-66NZ - instalado en los A-4 de Nueva Zelanda bajo el proyecto KAHU.
- APG-66SR
- APG-66SS
- APG-66T: variante TWS de objetivos múltiples.
- APQ-164: diseñado para el bombardero B-1 Lancer de la USAF, con un radar PESA (passive electronically scanned array).

## Operadores
| País                        | Usuario                                         | N.º de radares adquiridos | Primera entrega |
| --------------------------- | ----------------------------------------------- | ------------------------- | --------------- |
| Estados Unidos              | Fuerza Aérea de los Estados Unidos              | 2230                      | 1974            |
| Estados Unidos              | Armada de los Estados Unidos                    | 40                        | 1987            |
| Argentina                   | Fuerza Aérea Argentina                          | 36 (A-4AR)                | 1996            |
| Baréin                      | Real Fuerza Aérea Bareiní                       | 22                        | 1990            |
| Bélgica                     | Componente Aéreo del Ejército Belga             | 160                       | 1979            |
| Chile                       | Fuerza Aérea de Chile                           | 36(F-16 MLU)              | 2006            |
| Corea del Sur               | Fuerza Aérea de la República de Corea           | 180                       | 1986            |
| Dinamarca                   | Real Fuerza Aérea Danesa                        | 77                        | 1980            |
| Egipto                      | Fuerza Aérea Egipcia                            | 240                       | 1982            |
| Emiratos Árabes Unidos      | Fuerza Aérea de los Emiratos Árabes Unidos      | 80                        | 2004            |
| Grecia                      | Fuerza Aérea Griega                             | 170                       | 1989            |
| Indonesia                   | Fuerza Aérea del Ejército Nacional de Indonesia | 12                        | 1989            |
| Israel                      | Fuerza Aérea Israelí                            | 362                       | 1980            |
| Italia                      | Aeronautica Militare                            | 34                        | 2003            |
| Jordania                    | Real Fuerza Aérea Jordana                       | 55                        | 1997            |
| Marruecos                   | Real Fuerza Aérea Marroquí                      | 24                        | 2010            |
| Noruega                     | Real Fuerza Aérea Noruega                       | 74                        | 1980            |
| Omán                        | Real Fuerza Aérea de Omán                       | 12                        | 2005            |
| Países Bajos                | Real Fuerza Aérea de los Países Bajos           | 213                       | 1979            |
| Pakistán                    | Fuerza Aérea de Pakistán                        | 101                       | 1983            |
| Polonia                     | Fuerzas Aéreas de la República Polaca           | 48                        | 2006            |
| Portugal                    | Fuerza Aérea Portuguesa                         | 45                        | 1994            |
| Singapur                    | Fuerza Aérea de la República de Singapur        | 70                        | 1988            |
| Tailandia                   | Real Fuerza Aérea Tailandesa                    | 61                        | 1988            |
| República de China (Taiwán) | Fuerza Aérea de la República de China           | 150                       | 1997            |
| Turquía                     | Fuerza Aérea Turca                              | 270                       | 1987            |
| Venezuela                   | Aviación Militar Venezolana                     | 24                        | 1982            |

### Radares similares
- Euroradar CAPTOR
- RBE2
- APG-63
- AN/APG-65
- RLPK-29
- N001
- PS-05/A